# Косарики (ентомологія)
Косарики, косоніжки (Opiliones або Phalangida) — ряд (іноді підклас) павукоподібних тварин. Тіло косариків поділяється на головогруди та сегментоване черевце. Є 8 довгих ніг, які дозволяють тримати тулуб високо над поверхнею при русі. Відірвані ноги деякий час скорочуються, чим нагадують рухи косою, звідки і назва. Поширені від тропіків до полярних регіонів, є декілька синантропних видів. Відомо більше 6500 видів. В Україні косарики малодосліджені, описано близько 50 видів.
Не слід плутати косариків із павуками, від яких вони відрізняються відсутністю павутинних бородавок і нездатністю виробляти павутиння, а також сегментованим черевцем, що з'єднане із головогрудьми без вузького стебельця. Також косарики абсолютно неотруйні.

## Будова тіла

### Сегментація і кінцівки
Забарвлення покривів сіре, буре, чорнувате, активні вдень косарики більш строкаті. Є й яскраво забарвлені види.
Тіло невелике, звичайно від 1 до 20 мм у довжину. Поділяється на головогруди і розділене на 9-10 сегментів черевце, яке кріпиться до головогрудей широкою основою. У багатьох видів тергіти черевця зливаються із головогрудьми, утворюючи єдиний спинний щит.

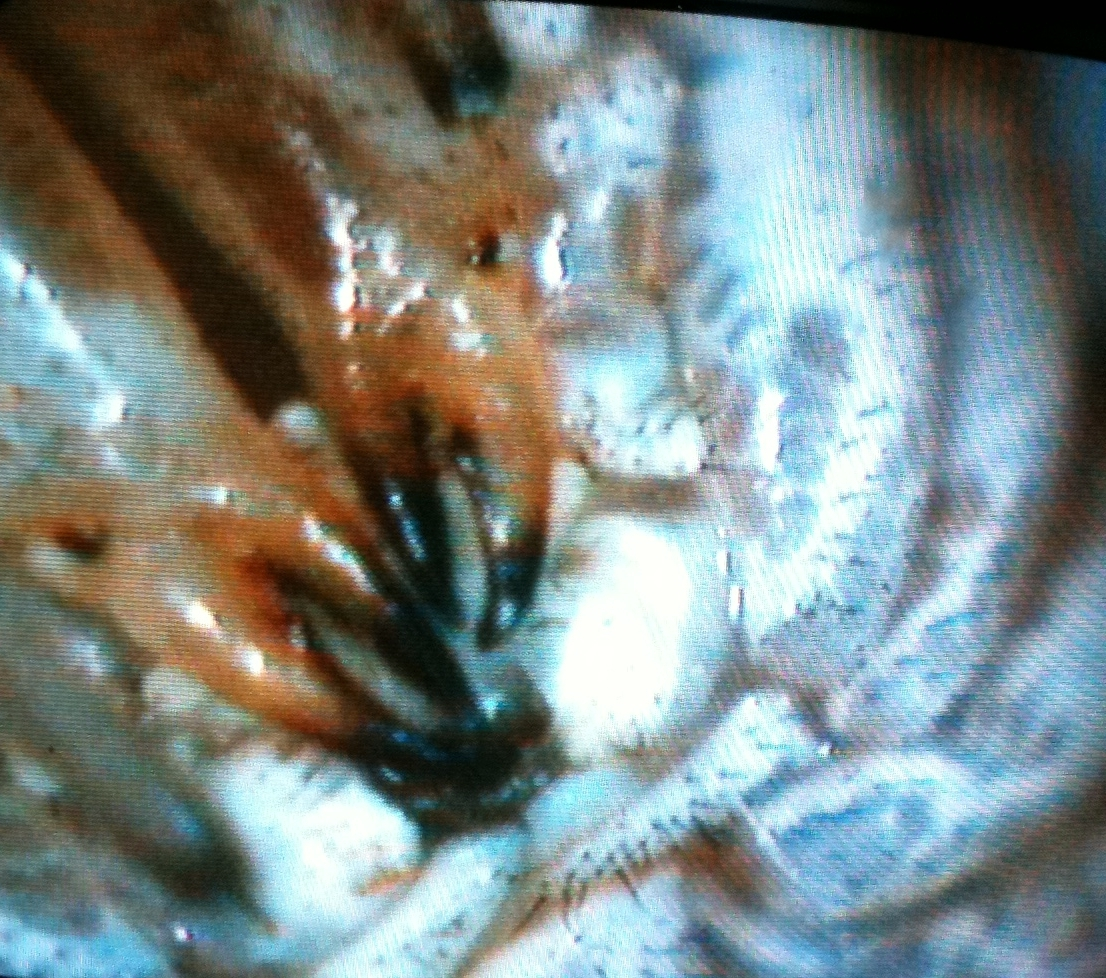
Ротові придатки косарика

Спереду знаходяться хеліцери і педипальпи. Хеліцери звичайно короткі, двочленикові, кінцевий членик із клешнею. У представників родини Ischyropsalidae, які живляться наземними молюсками, хеліцери довші за тіло — більше 1 см у довжину. Педипальпи бувають невеликі щупальцеподібні або більш масивні, з кігтем на кінці та шипами на члениках. На основних члениках педипальп і передніх ніг є жувальні лопаті.
До головогрудей знизу з боків кріпляться 8 довгих (до 16 сантиметрів) ходильних ніг (зрідка ноги можуть бути короткими), що закінчуються багаточлениковою (до 100 члеників) лапкою з кігтиками. Косарик охоплює лапкою стебельця рослин, що дозволяє йому міцно триматися у траві. Лапку згинають спеціальні м'язи, а розгинає тиск гемолімфи, що заповнює лапку. Завдяки механізму автотомії, ноги легко відриваються при спробі зловити косарика, а потім ще деякий час конвульсивно згинаються і розгинаються, тим самим відволікаючи нападника. За однією версією, саме ці рухи, що нагадують роботу косаря, і дали назву цим тваринам. За іншою версією назва пов'язана із масовою появою дорослих косариків у серпні, коли на луках косять сіно, а на полях збирають врожай.

### Внутрішня будова і розмноження
Дихальна система представлена добре розгалуженими трахеями, що пронизують все тіло. Вони відкриваються на першому та другому сегментах черевця дихальцями. За цією ознакою косарики відмінні від павуків та подібні до комах. Гемолімфа косариків таким чином позбавлена газоносної функції.
Самиці мають яйцеклад, який відходить від основи черевця, а в самців є трубчастий копулятивний орган. Для косариків характерна справжня копуляція із внутрішнім заплідненням.

### Нервова система і органи чуття
Центральна нервова система представлена кільцем навколо стравоходу.
На передній частині головогрудей розташована пара очей, часто очі знаходяться на підвищенні головогрудей. У деяких видів очі редуковано. Зір в цілому слабкий.
Рецептори нюху та дотику найкраще розвинені на педипальпах та найдовшій другій парі ніг.

## Спосіб життя
Косарики здебільшого хижі, полюють на невеликих комах, павукоподібних. Деякі види спеціалізуються на наземних молюсках. Є й косарики, що живляться тваринною і рослинною їжею, що розкладається, послідом тварин. На відміну від павуків можуть живитися не лише рідкою їжею, але й заковтувати тверді частинки.
Після парування самиця відкладає за допомогою яйцекладу від декількох десятків до кількох сотень запліднених яєць у ґрунт, вологий мох, листяний опад тощо. Яйця вкриваються клейкими захисними виділеннями. Новонароджені косарики мають пройти 5-7 линянь, доки стануть статевозрілими. У деяких видів у розвитку зустрічаються елементи метаморфозу. Молодь таких косариків сильно відрізняється від дорослих. Більшість косариків помірних широт мають однорічний життєвий цикл: з'являються на початку літа, розмножуються в липні-серпні, а зимують яйця і молодь. Деякі види встигають за сезон дати дві генерації, і зимує молодь осіннього покоління. Максимальна тривалість життя косариків досягає 2 років.

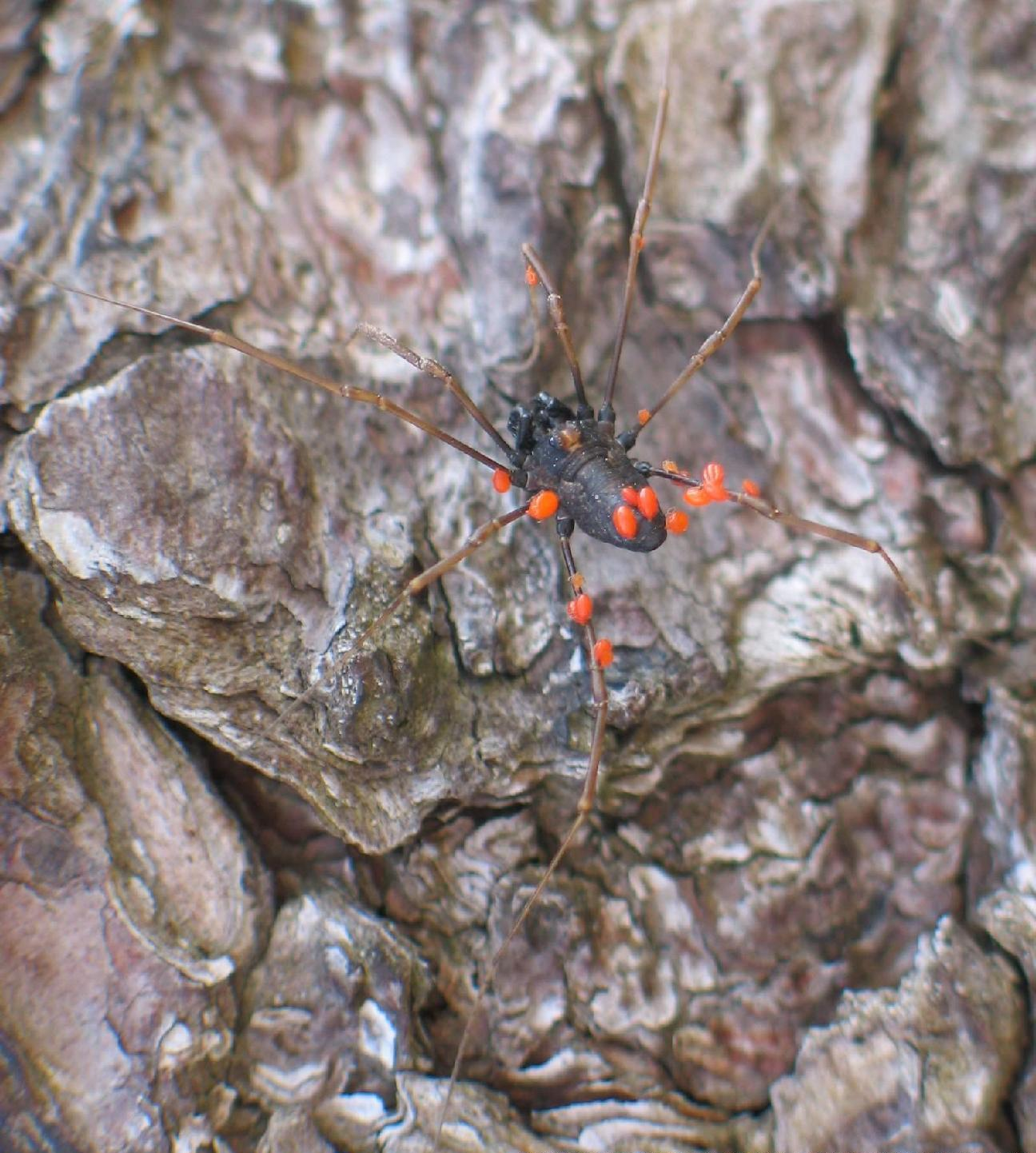
Паразитичні личинки кліща Allothrombium fuliginosum на косарику

Часто на тілі й ногах косариків знаходяться невеликі яйцеподібні нарости червоного кольору, зовнішні паразити — личинки кліща Allothrombium fuliginosum, які ймовірно не роблять великої шкоди хазяїну.

## Поширення
Зустрічаються всесвітньо: у полярних районах, помірних широтах, у тропіках. Населяють різноманітні біотопи — від посушливих степів і пустель до вологих лісів. Також вельми численні у горах, впритул до вічних снігів. Деякі види зустрічаються у великих містах.

## Різноманіття

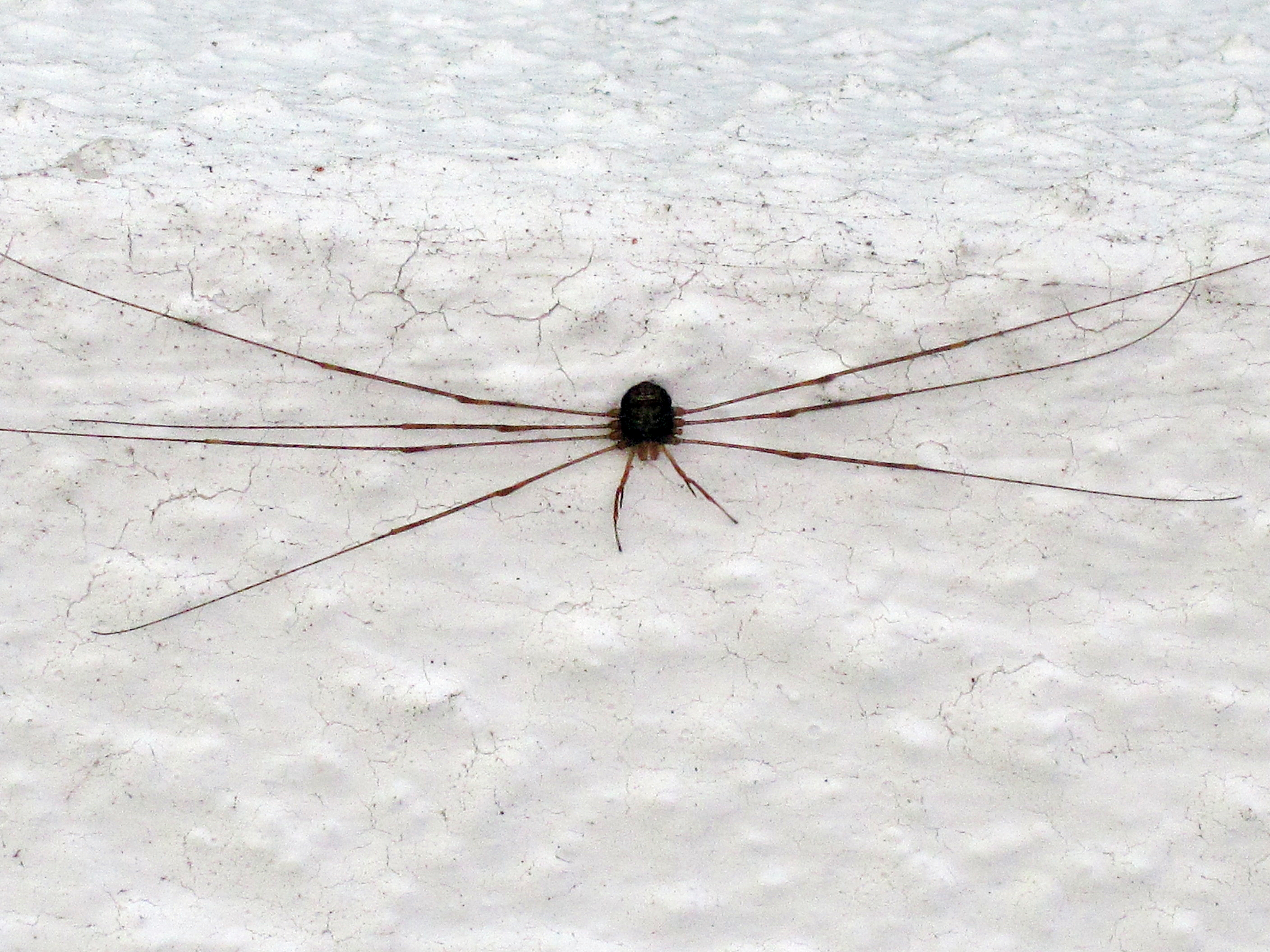
Косарик Dicranopalpus ramosus

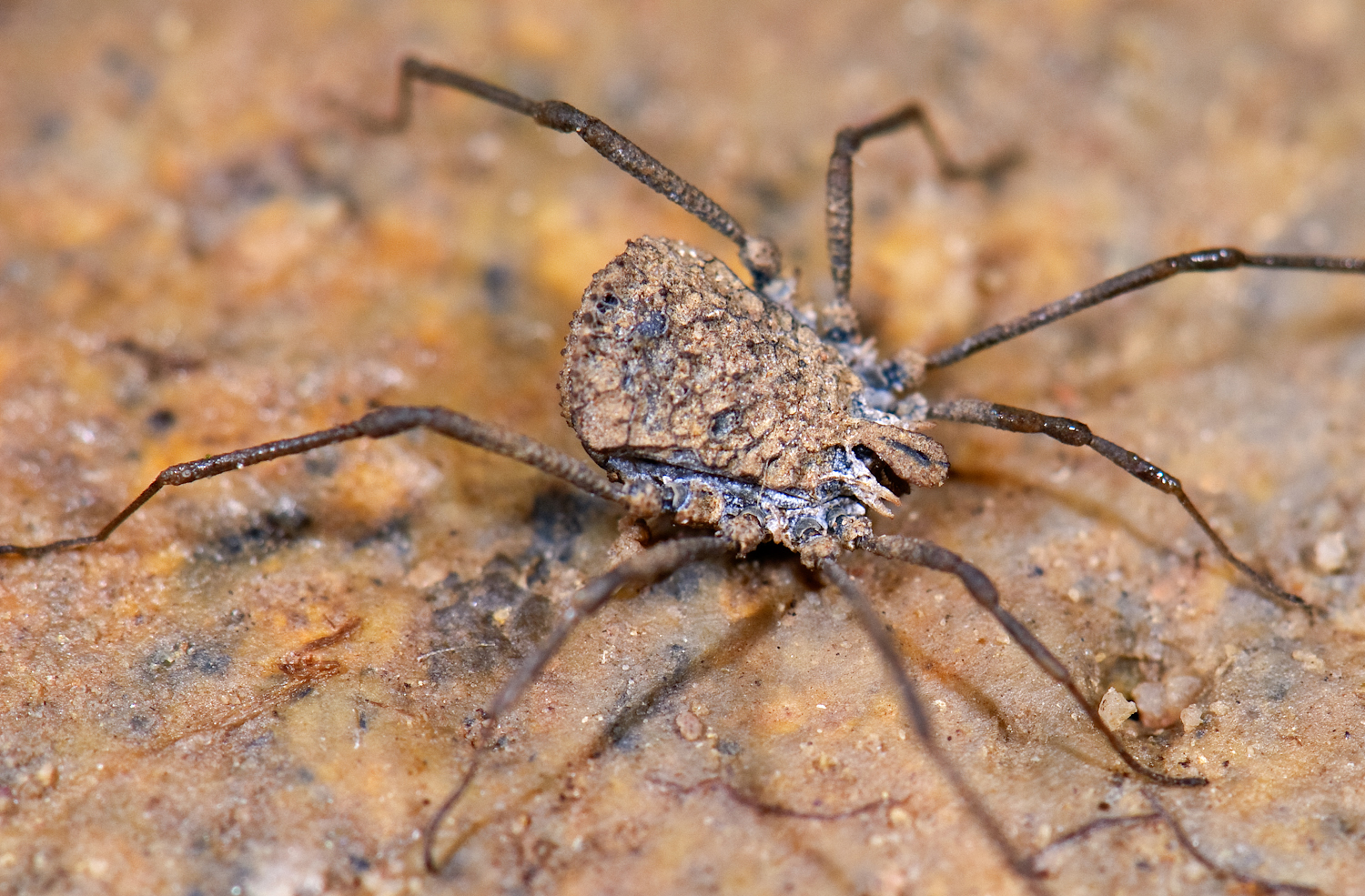
Косарик Ortholasma rugosum

Відомо за різними даними від 3500 до 6500 видів, яких розділяють на 4 підряди:
- Cyphophthalmi
- Eupnoi
- Dyspnoi
- Laniatores

У свою чергу, підряди містять 45 родин та близько 1500 родів.
В Україні косарики малодосліджені, описано близько 50 видів. Найбільш поширені — Opilio parietinus та Phalangium opilio.

## У культурі
Косарика (а не павука) зобразив на своїй картині «Вечірній павук обіцяє надію» у 1940 році Сальвадор Далі. Картина є алюзією на Другу світову війну.